# پیرل ایرویز
پیرل ایرویز (به انگلیسی: Pearl Airways) یک شرکت هواپیمایی با کد یاتا HP است. دفتر مرکزی پیرل ایرویز در هائیتی واقع شده‌است.